# Micrabraxas pongaria
Micrabraxas pongaria là một loài bướm đêm trong họ Geometridae.